# Deia
El diario Deia (en euskera, La llamada) es un periódico vasco fundado en 1977, de ideología nacionalista vasca. De carácter bilingüe, principalmente escrito en español aunque también incluye artículos en euskera, es el producto fundamental de la Editorial Iparraguirre S.A. (EISA). Aunque su objetivo inicial era abarcar todo el País Vasco, actualmente añade a su nombre el de Noticias de Bizkaia, ya que su mercado fundamental es Vizcaya, donde es el segundo periódico en número de lectores tras El Correo. Pertenece al Grupo Noticias, del que también forman parte Diario de Noticias en Navarra, Noticias de Gipuzkoa en Guipúzcoa y Noticias de Álava en Álava.

## Historia
El diario Deia fue impulsado junto con su empresa editora por el Partido Nacionalista Vasco con la pretensión de dirigirse a los sectores moderados del nacionalismo vasco. Entre los promotores y fundadores estuvieron nacionalistas como Mitxel Unzueta, Luzio Aginagalde, Luis María Retolaza y Eli Galdós. Su primer número salió el 8 de junio de 1977, siendo Ignacio Iriarte Areso su primer director. Sus primeros subdirectores fueron Alfonso Ventura, Martín Ugalde, y Félix García Olano; con Manuel Igarreta y Fernando Múgica como redactores jefe.
Salió a la calle con extraordinaria rapidez, tan solo tres meses después de que quedara constituida su sociedad editora Editorial Iparraguirre. Esta fue fundada el 21 de marzo de 1977 con un capital inicial de 40 millones de pesetas que fueron aportados por 25 socios fundadores. Meses más tarde este capital fue incrementado mediante una serie de suscripciones populares y la intervención de unos 600 accionistas. Dos hechos condicionaron la rapidez con la que este medio se puso en marcha: por un lado, la inminencia de las primeras elecciones democráticas, que iban a celebrarse el 15 de junio; y por otro, el hecho de que las sociedades "Orain" y "Ardatza" ya estuvieran trabajando para crear un diario nacionalista de izquierdas, Egin. Deia se convirtió así en el primer diario nacionalista vasco surgido tras la desaparición de la dictadura franquista.
Entre sus principios fundacionales destacaban su defensa de una información puntual y veraz, así como de los derechos humanos individuales y colectivos, fomentando el progreso solidario de la sociedad vasca, entendiendo este como la defensa de tradiciones, cultura, idioma, política, vida social y familiar del País Vasco y el fomento de la convivencia de sus habitantes dentro de unas instituciones democráticas. Aunque en una primera etapa Deia asumió el papel de diario aglutinador de todas las corrientes de opinión que se opusieran a la dictadura, esta falta de definición hizo que enseguida el diario buscara una identificación cada vez mayor con el nacionalismo vasco moderado, representado públicamente por el PNV.